# Fernando Jorge Tavares de Oliveira
Fernando Jorge Tavares de Oliveira, mais conhecido como Bock, nasceu em Vila Nova de Gaia no dia 19 de Setembro de 1975 e cedo soube que o seu caminho estava no futebol. Aprendeu a jogar nos Juniores do Porto, onde foi figura de proa e frequentemente o melhor marcador da equipa, mas nunca entrou na equipa principal e acabou por assinar e passar a carreira em clubes da Liga Vitalis. 
Atualmente Bock após pendurar as chuteiras encontra-se como treinador do Maia Lidador.